# Globall
Globall es el nombre del segundo álbum de estudio de 3BallMTY, en este álbum se cuenta con grandes colaboraciones como: Gerardo Ortiz, América Sierra, El Bebeto, Becky G, Belinda, Li Saumet y Far East Movement, por mencionar algunos.
Este álbum es muy diferente al anterior tanto en calidad de producción y contenido, ya que combina otros géneros y reúne a grandes artistas de talla internacional que solo se podrán encontrar en este álbum.
En su debut Globall en menos de 24 horas se posicionó en el primer lugar en la lista "latin urban" de iTunes de EE. UU.. Y a tan solo una semana se situó en n.º 1 en ventas en Estados Unidos.

## Promoción

### Sencillos
- «Vive hoy»: es el primer sencillo del álbum que fue lanzado el 1 de abril de 2013 y se escribió para la campaña nombrada "Vive hoy!" de la empresa de refrescos Pepsi lo cual los llevó por una gira de promoción por ciudades de Guatemala y Honduras.
- «Quiero Bailar (All through the Night)»: es el segundo sencillo del álbum, se estrenó en vivo durante su participación en el Festival de Coachella y su lanzamiento al público fue el 17 de septiembre de 2013, esta canción cuenta con la colaboración vocal de Becky G y fue producida por Toy Selectah y Dr. Luke. Más tarde se incluyó en la banda sonora del videojuego “Need for Speed: Rivals” para las versiones de PlayStation 4 y Xbox One.
- «La Noche es Tuya»: es el tercer corte promocional del álbum y cuenta con la colaboración de Gerardo Ortiz y América Sierra. Se lanzó simultáneamente sencillo y vídeo el 9 de enero de 2014. Tras su lanzamiento se colocó rápidamente en el número 1 en ventas digitales del regional mexicano de las listas más importantes de la revista Billboard.
- «De las 12 a las 12»: es el sencillo que se está promocionando actualmente y cuenta con la colaboración vocal de El Bebeto.

### Otras canciones
- «Party Started»: este track se utilizó para el programa "My Fabulous Quinces" de Verizon Wireless.
- «Vaquero Electro»: esta melodía está presente en la película "A Million Ways To Die in The West", conocida en México como "Pueblo Chico Pistola Grande" es una comedia de los creadores de Ted, la cual es protagonizada por Seth MacFarlane, Liam Neeson, Charlize Theron y Amanda SeyFried.

## Lista de canciones
| N.º | Título                                                                  | Escritor(es)                                                                                    | Productor(es) | Duración |  |
| 1.  | «Quiero Bailar (All Through the Night)» (con Becky G)                   | Rebbeca Marie Gómez; Lukasz Gottwald; Toy Hernández; Urales Vargas; Henry Walter; Sergio Zavala |               | 4:18     |  |
| 2.  | «De las 12 a las 12» (con El Bebeto)                                    | José Alberto Inzunza; Salvador Aponte; Erick Rincón; Antonio Hernández                          |               | 2:55     |  |
| 3.  | «Desesperada» (con Belinda)                                             | Luciano Luna; Erick Rincón; Antonio Hernández                                                   |               | 3:21     |  |
| 4.  | «Rock the Movement» (con Far East Movement)                             | Sergio Zavala; Jae Choung; James Roh; Kevin Nishimura; Antonio Hernández                        |               | 3:32     |  |
| 5.  | «La Noche Es Tuya» (con Gerardo Ortiz & América Sierra)                 | Sergio Zavala; América Sierra; Adrián Pieragostino                                              |               | 2:59     |  |
| 6.  | «Kaliente Kaliente» (con Li Saumet)                                     | Sergio Zavala; Liliana Saumet; Antonio Hernández                                                |               | 2:55     |  |
| 7.  | «Vaquero Electro» (con Cowboy Troy)                                     | Sergio Zavala; Troy Lee Coleman III; Antonio Hernández; Urales Vargas                           |               | 3:09     |  |
| 8.  | «Obdc» (con Angel Romero & Las Cumbia Girls)                            | Erick Rincón; Miguel Ángel Romero; Roxanna; Antonio Hernández                                   |               | 3:10     |  |
| 9.  | «Tú Pa' Qué Te Vas» (con Jotdog)                                        | Erick Rincón; Maricela Rodríguez Morales; Jorge Luis Amaro Lares; Antonio Hernández             |               | 3:27     |  |
| 10. | «Party Started»                                                         | Sergio Zavala; Antonio Hernández                                                                |               | 3:33     |  |
| 11. | «El Shake» (con Las Cumbia Girls)                                       | Erick Rincón; Roxana; José Alberto Inzunza; Luciano Luna; Miguel Ángel Romero                   |               | 2:59     |  |
| 12. | «Vive Hoy» (con América Sierra)                                         | América Sierra; Erick Rincón                                                                    |               | 2:55     |  |
| 13. | «La Noche Es Tuya [Remix Version]» (con Gerardo Ortiz & América Sierra) | Sergio Zavala; América Sierra; Adrián Pieragostino                                              |               | 3:11     |  |